# La vendedora de rosas
La vendedora de rosas è un film del 1998 diretto da Víctor Gaviria.